# شريان رباط مدور رحم
شريان رباط مدور رحم (بالإنجليزية: Artery of round ligament of uterus)‏ هو فرع من الشريان الشرسوفي السفلي.